# Belicenochrus pentalatus
Espèce
Belicenochrus pentalatus est une espèce de schizomides de la famille des Hubbardiidae.

## Distribution
Cette espèce est endémique du Belize. Elle se rencontre dans le district de Toledo.

## Description
Le mâle holotype mesure 3,50 mm et la femelle paratype 3,55 mm.

## Publication originale
- Armas & Víquez, 2010 : Nuevos Hubbardiidae (Arachnida:Schizomida) de América Central. Boletin de la Sociedad Entomológica Aragonesa, vol. 46, p. 9-21 (texte intégral).